# BVV in het seizoen 1958/59
Het seizoen 1958/1959 was het vijfde jaar in het bestaan van de Bossche betaaldvoetbalclub BVV. De club kwam uit in de Eerste divisie A en eindigde daarin op de achtste plaats. Tevens deed de club mee aan het toernooi om de KNVB Beker, hierin werd in de eerste ronde, na strafschoppen, verloren van SV OSS '20 (6–6).

## Wedstrijdstatistieken

### Eerste divisie A
|       | AGOVV | Alkmaar '54 | D.F.C. | Eindhoven | Fortuna | De Graafschap | Haarlem | Helmond | Leeuwarden | Limburgia | SVV   | Volendam | VSV   | Wageningen | ZFC   |
| ----- | ----- | ----------- | ------ | --------- | ------- | ------------- | ------- | ------- | ---------- | --------- | ----- | -------- | ----- | ---------- | ----- |
| Thuis | 6 – 2 | 0 – 1       | 0 – 2  | 2 – 4     | 4 – 1   | 6 – 2         | 4 – 2   | 2 – 3   | 0 – 3      | 2 – 1     | 3 – 0 | 1 – 1    | 2 – 2 | 0 – 6      | 1 – 1 |
| Uit   | 5 – 1 | 2 – 2       | 3 – 1  | 0 – 0     | 2 – 3   | 1 – 1         | 0 – 1   | 1 – 1   | 3 – 1      | 1 – 1     | 1 – 4 | 1 – 0    | 1 – 4 | 1 – 4      | 1 – 0 |

### KNVB beker
| 1e ronde                                          | BVV                                                                   | 6 – 6 (1 – 2, 6 – 6) Na strafschoppen | SV OSS '20                                                     |
| 1 januari 1959 Plaats: 's-Hertogenbosch De Vliert | Mari van Bergen –' (pen.) Onbekend –', –', –' Bart van Engelen –', –' |                                       | Van Heeswijk Fons Jansen –', –' Johan Ruys –', –' Leo Verberne |

## Statistieken BVV 1958/1959

### Eindstand BVV in de Nederlandse Eerste divisie A 1958 / 1959
| Stand | Gespeeld | Gewonnen | Gelijk | Verloren | Punten | Doelpunten voor | Doelpunten tegen |
| ----- | -------- | -------- | ------ | -------- | ------ | --------------- | ---------------- |
| 8e    | 30       | 11       | 9      | 10       | 31     | 59              | 54               |

### Topscorers
| #                    | Naam                | Goal |
| -------------------- | ------------------- | ---- |
| 1.                   | Wim van der Gaag    | 15   |
| 2.                   | Jos Berkelmans      | 8    |
| 2.                   | Wim Heijmans        | 8    |
| 4.                   | Mari van Bergen     | 6    |
| 4.                   | Jan van Beurden     | 6    |
| 4.                   | Mari van den Dungen | 6    |
| 7.                   | Piet van Overbeek   | 4    |
| 8.                   | Wim van Helvoort    | 1    |
| 8.                   | Daan Netten         | 1    |
| Onbekende doelpunten |                     |      |
| –                    | Onbekend            | 4    |
| Totaal               | Totaal              | 59   |

| #                    | Naam                        | Goal |
| -------------------- | --------------------------- | ---- |
| 1.                   | Bart van Engelen            | 2    |
| 2.                   | Mari van Bergen             | 1    |
| Onbekende doelpunten |                             |      |
| –                    | Onbekend (tegen SV OSS '20) | 3    |
| Totaal               | Totaal                      | 6    |